# روس وولف
روس وولف (بالإنجليزية: Ross Wolf)‏ هو لاعب كرة قاعدة أمريكي، ولد في 18 أكتوبر 1982 في إفينغم في الولايات المتحدة.

## وصلات خارجية
- روس وولف على موقع دوري كرة القاعدة الرئيسي (الإنجليزية)
- روس وولف على موقع دوري كوريا الجنوبية لكرة القاعدة (الإنجليزية)
- روس وولف على موقعبيزبول رفرنس.كوم (الدوري الرئيسي) (الإنجليزية)
- روس وولف على موقعبيزبول رفرنس.كوم (الدوري الثانوي) (الإنجليزية)
- روس وولف على موقع إي إس بي إن.كوم (أم.أل.بي) (الإنجليزية)
- روس وولف على موقع مشجعي الرسوم البيانية (الإنجليزية)